# Hoppegarten
Hoppegarten é um município da Alemanha, situado no distrito de Märkisch-Oderland, no estado de Brandemburgo. Tem 31,88 km² de área, e sua população em 2019 foi estimada em 18.079 habitantes.